# Luís de Gonzaga
Luís  Gonzaga S.J. (Castiglione delle Stiviere, 9 de março de 1568 – Roma, 21 de junho de 1591) foi um religioso italiano e santo da Igreja Católica.

## Início da vida
Luís nasceu em 9 de março de 1568, como o mais velho de sete filhos, no castelo de sua família em Castiglione delle Stiviere, entre Brescia e Mântua, no norte da Itália, no que era então parte do Ducado de Mântua, na ilustre Casa de Gonzaga. "Aloysius" é a forma latina do nome de Aloysius de Gonzaga em italiano, Luigi. Era filho de Ferrante de Gonzaga (1544–1586), marquês de Castiglione, e Marta Tana di Santena, filha de um barão da família piemontesa Della Rovere. Sua mãe era uma dama de companhia para Isabel, esposa de Filipe II da Espanha.
Como filho primogênito, ele estava na linha de herdar o título e o status de marquês de seu pai. Seu pai assumiu que Aloysius se tornaria um soldado, pois essa era a norma para os filhos da aristocracia e a família estava frequentemente envolvida nas pequenas guerras do período. Seu treinamento militar começou em tenra idade, mas ele também recebeu uma educação em idiomas e artes. Desde os quatro anos de idade, Luís recebeu um conjunto de armas em miniatura e acompanhou seu pai em expedições de treinamento para que o menino aprendesse "a arte das armas". Aos cinco anos, Luís foi enviado para um campo militar para começar seu treinamento. Seu pai ficou satisfeito ao ver seu filho marchando pelo acampamento à frente de um pelotão de soldados. Sua mãe e seu tutor ficaram menos satisfeitos com o vocabulário que ele aprendeu lá.
Ele cresceu em meio à violência e brutalidade da Itália renascentista e testemunhou o assassinato de dois de seus irmãos. Em 1576, aos 8 anos, ele foi enviado para Florença, juntamente com seu irmão mais novo, Rodolfo, para servir na corte do grão-duque Francisco I de Médici e para receber educação adicional. Enquanto estava lá, ele ficou doente com uma doença nos rins, que o incomodou ao longo de sua vida. Enquanto estava doente, aproveitou a oportunidade para ler sobre os santos e passar muito tempo em oração. Dizem que ele fez um voto privado de castidade aos 9 anos. Em novembro de 1579, os irmãos foram enviados ao duque de Mântua. Luís ficou chocado com o estilo de vida violento e frívolo que encontrou lá.

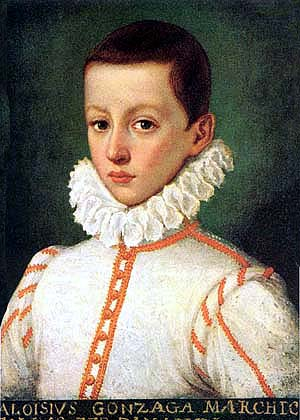
Luís de Gonzaga quando menino.

Luís retornou a Castiglione, onde conheceu o cardeal Carlos Borromeo, e dele recebeu a Primeira Comunhão em 22 de julho de 1580. Depois de ler um livro sobre missionários jesuítas na Índia, Luís sentiu fortemente que queria se tornar um missionário. Ele começou a praticar dando aulas de catecismo para meninos em Castiglione, no verão. Ele também visitou várias vezes as casas dos frades capuchinhos e dos barnabitas localizados em Casale Monferrato, capital do ducado de Montferrat, governado por Gonzaga, onde a família passou o inverno. Ele também adotou um estilo de vida ascético.
A família foi chamada para a Espanha em 1581 para ajudar a Sacra Imperatriz Romana Maria da Áustria. Eles chegaram a Madri em março de 1582, onde Luís e Rodolfo se tornaram pagens para o jovem infante Diego. Luís começou a pensar a sério sobre como ingressar em uma ordem religiosa. Ele pensara em se juntar aos capuchinhos, mas tinha um confessor jesuíta em Madri e decidiu, em vez disso, ingressar nessa ordem. Sua mãe concordou com seu pedido, mas seu pai ficou furioso e o impediu de fazê-lo.
Em julho de 1584, um ano e meio após a morte do infante, a família retornou à Itália. Luís ainda queria se tornar frade, mas vários membros de sua família trabalharam duro para convencê-lo a mudar de ideia. Quando eles perceberam que não havia como fazê-lo desistir de seu plano, tentaram convencê-lo a se tornar um sacerdote secular e ofereceram-se para providenciar um bispado para ele. Se ele se tornasse um jesuíta, renunciaria a qualquer direito à sua herança ou status na sociedade. As tentativas de sua família para dissuadi-lo falharam; Aloysius não estava interessado em cargos mais altos e ainda queria se tornar um missionário.

## Vida religiosa
Em novembro de 1585, Luís renunciou a todos os direitos de herança, o que foi confirmado pelo imperador. Ele foi para Roma e, por causa de sua origem nobre, ganhou uma audiência com o Papa Sisto V. Após uma breve estadia no Palazzo Aragona Gonzaga, a casa romana de seu primo, o cardeal Scipione Gonzaga, em 25 de novembro de 1585, ele foi aceito no noviciado da Sociedade de Jesus em Roma. Durante esse período, ele foi convidado a moderar um pouco seu ascetismo e a ser mais social com os outros novatos.
A saúde de Luís continuou a causar problemas. Além da doença renal, ele também sofria de uma doença de pele, dores de cabeça crônicas e insônia. Ele foi enviado a Milão para estudos, mas depois de algum tempo ele foi enviado de volta a Roma por causa de sua saúde. Em 25 de novembro de 1587, ele fez os três votos religiosos de castidade, pobreza e obediência. Em fevereiro e março de 1588, ele recebeu ordens menores e começou a estudar teologia para se preparar para a ordenação. Em 1589, ele foi chamado para Mântua para mediar entre seu irmão Rodolfo e o duque de Mântua. Ele retornou a Roma em maio de 1590. Dizem que, mais tarde naquele ano, ele teve uma visão em que o Arcanjo Gabriel lhe disse que morreria dentro de um ano.

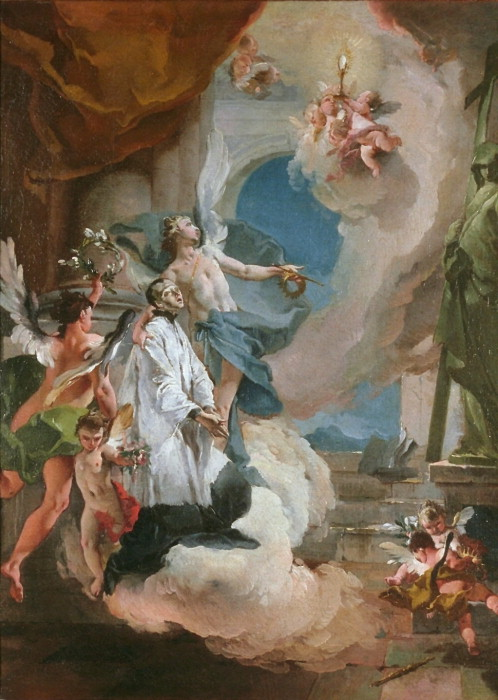
São Luís Gonzaga na Glória, de Giovanni Battista Tiepolo.

Em 1591, uma praga eclodiu em Roma. Os jesuítas abriram um hospital para os feridos e Luís se ofereceu para trabalhar lá. Depois de pedir esmola às vítimas, Luís começou a trabalhar com os doentes, levando os moribundos das ruas para um hospital fundado pelos jesuítas. Lá, lavou e alimentou as vítimas da peste, preparando-as da melhor maneira possível para receber os sacramentos. Mas, embora se dedicasse às suas tarefas, confessou em particular ao seu diretor espiritual, Pe. Roberto Belarmino, que sua constituição foi revoltada pelas visões e cheiros da obra; ele teve que trabalhar duro para superar sua repulsa física.
Na época, muitos dos jesuítas mais jovens haviam sido infectados com a doença e, portanto, os superiores de Luís o proibiram de retornar ao hospital. Mas Luís há muito acostumado às recusas de seu pai, persistiu e pediu permissão para voltar, o que foi concedido. Por fim, ele foi autorizado a cuidar dos doentes, mas apenas em outro hospital, chamado Nossa Senhora da Consolação, onde aqueles com doenças contagiosas não eram admitidos. Enquanto estava lá, Luís levantou um homem de seu leito doente, cuidou dele e o trouxe de volta para sua cama. Mas o homem estava infectado com a praga. Luís ficou doente e ficou de cama em 3 de março de 1591, alguns dias antes de seu 23.º aniversário.
Luís se recuperou por um tempo, mas quando a febre e a tosse começaram, ele declinou por muitas semanas. Parecia certo que ele morreria em pouco tempo, e recebeu extrema-unção. Enquanto estava doente, ele falou várias vezes com seu confessor, o cardeal e mais tarde santo, Roberto Belarmino. Luís teve outra visão e disse a várias pessoas que ele morreria na oitava festa do Corpus Christi. Naquele dia, 21 de junho de 1591, ele parecia muito bem de manhã, mas insistiu que morreria antes que o dia terminasse. Quando ele começou a ficar fraco, Belarmino deu-lhe os últimos ritos e recitou as orações pelos moribundos. Ele morreu pouco antes da meia-noite. Como Pe. Tylenda conta a história: "Quando os dois jesuítas chegaram ao seu lado, eles notaram uma mudança em seu rosto e perceberam que seu jovem Luís estava morrendo. Seus olhos estavam fixos no crucifixo que ele segurava nas mãos e enquanto tentava pronunciar o nome de Jesus ele morreu".
A pureza era sua virtude notável. A mística carmelita Santa Maria Madalena de Pazzi afirmou ter tido uma visão dele em 4 de abril de 1600. Ela o descreveu como radiante em glória por causa de suas "obras interiores", um mártir oculto por seu grande amor a Deus.

## Veneração

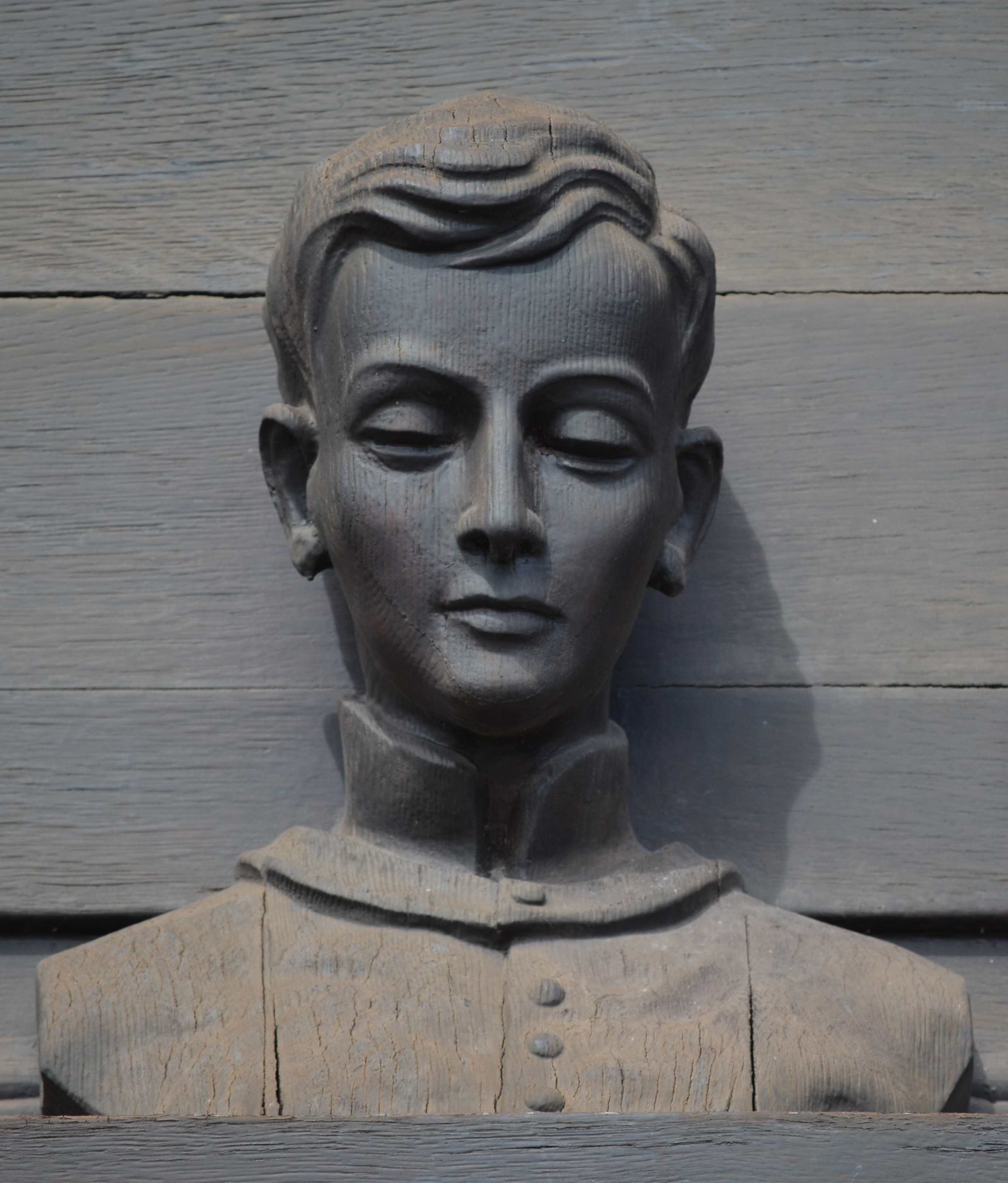
Busto de São Luís na Igreja Saint-Louis de Gonzague na Bélgica

Luís foi enterrado na Igreja da Santíssima Anunciação, que mais tarde se tornou a Igreja de Santo Inácio de Loyola (Sant'Ignazio) em Roma. Seu nome foi alterado para "Roberto" antes de sua morte, em homenagem a seu confessor. Muitas pessoas o consideraram um santo logo após sua morte, e seus restos mortais foram levados para a igreja de Sant'Ignazio, onde agora repousam em uma urna de lápis-lazúli na capela Lancellotti. Sua cabeça foi posteriormente trazida para a basílica com o seu nome em Castiglione delle Stiviere. Ele foi beatificado apenas quatorze anos após sua morte pelo Papa Paulo V, em 19 de outubro de 1605. Em 31 de dezembro de 1726, ele foi canonizado junto com outro noviço jesuíta, Estanislau Kostka, pelo Papa Bento XIII.

### Patrono
Em 1729, o Papa Bento XIII declarou Luís de Gonzaga como o santo padroeiro dos jovens estudantes. Em 1926, ele foi nomeado padroeiro de toda a juventude cristã pelo Papa Pio XI. Devido à maneira de sua morte, ele foi considerado um santo padroeiro das vítimas da peste. Por sua compaixão e coragem diante de uma doença incurável, Luís Gonzaga tornou-se o patrono de pacientes com AIDS e de seus cuidadores. Luís é também o padroeiro de Valmontone, uma cidade na Lazio.
Na arte, São Luís é mostrado como um jovem vestindo batina preta e sobrepeliz, ou como um pajem. Seus atributos são um lírio, referindo-se à inocência; uma cruz, referindo-se a piedade e sacrifício; uma caveira, referindo-se à sua morte precoce; e um rosário, referindo-se à sua devoção à Virgem Maria.

## Oração

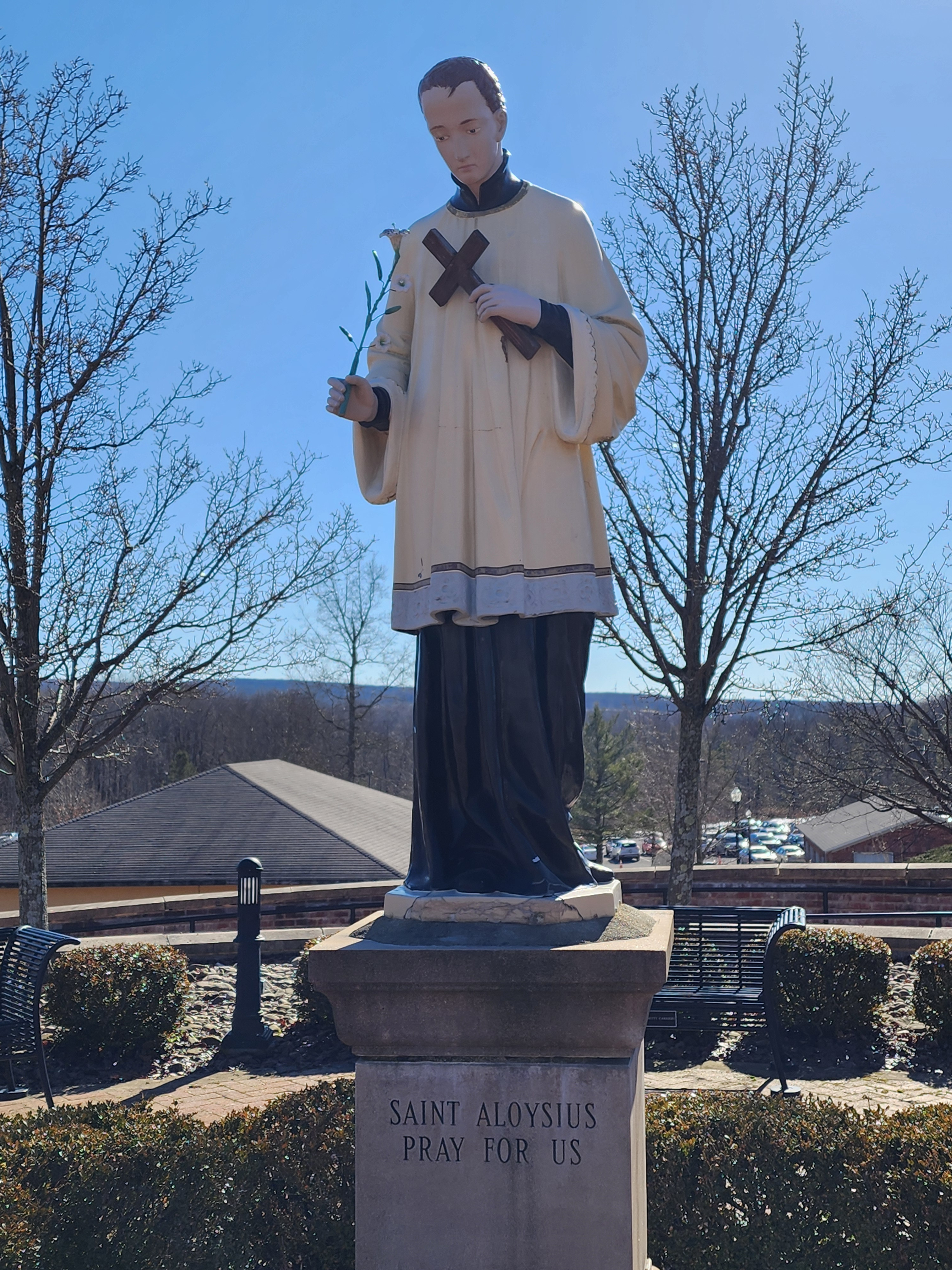
St. Aloysius Gonzaga no campus do Mount Aloysius College, Cresson, Pensilvânia

| “ | Ó Luís Santo, adornado de angélicos costumes, eu, vosso indigníssimo devoto, vos recomendo singularmente a castidade da minha alma e do meu corpo. Rogo-vos por vossa angélica pureza, que intercedais por mim ante ao Cordeiro Imaculado, Cristo Jesus e sua santíssima Mãe, a Virgem das virgens, e me preserveis de todo o pecado. Não permitais que eu seja manchado com a mínima nódoa de impureza; mas quando me virdes em tentação ou perigo de pecar, afastai do meu coração todos os pensamentos e afetos impuros e, despertando em mim a lembrança da eternidade e de Jesus crucificado, imprime profundamente no meu coração o sentimento do santo temor de Deus e inflamai-me no amor divino, para que, imitando-vos cá na terra, mereça gozar a Deus convosco lá no céu. Amém. | ” |